# 마녀의 여행
《마녀의 여행》(일본어: 魔女の旅々 마조노 다비타비[*])는 시라이시 죠우기가 지은 일본의 라이트 노벨 작품이다. 서적판 일러스트는 아즈루가 담당했다. 2014년에 아마존 킨들에서 자비출판했으며, 이후에 수정된 형태로 GA 노벨(SB 크리에이티브)에서 2016년 4월부터 간행 중이다. 《이 라이트 노벨이 대단해!》 단행본·노벨즈 부문에서 2018년도판에서 9위, 2019년도판·2020년도판에서 6위, 2021년도판에서 10위를 획득했다.
미디어 믹스로서, 2018년 3월, 만화판의 연재와 드라마 CD 화가 발표되었다. 스핀오프로서 2017년 3월 13일에 GA 문고에서 《리리엘과 기도의 나라》가 간행되었고, 2022년 1월부터는 《기도의 나라의 리리엘》로 개제하여 새롭게 GA 노벨 에서 간행 중이다. 네리우메가 작화를 담당하는 스핀오프의 코믹화는 GA 코믹에서 2021년 12월부터 연재 중이다.

## 등장인물
일레이나(イレイナ)
성우 - 혼도 카에데
본작의 주인공. 나이은 대략 18세 전후. 평화국 로베타 사상 최연소인 15세라는 어린 나이로 마법사 최고위 '마녀'가 된 천재 소녀로 머리카락의 색에서 '재의 마녀'라는 마녀명을 가진다 . 생일은 10월 17일. 회색의 긴 머리를 가졌으며 마녀로 활동하고 있는 동안은 검은 로브와 삼각모자, 마녀의 징표인 '별 브로치'를 가슴에 착용하고 있다. 자타공인 미소녀이며, 자신의 외모에 절대적인 자신감을 자랑하고 있다는 것을 모놀로그로 분명히 하고 있지만, 키는 낮고 가슴도 작으며, 여행지에 갈 때 마다 지적당하면 불편해진다는 전개가 되고 있다. 또한 여행 상황에 따라 복장을 바꾸거나 마법으로 동물이나 다른 사람으로 변신하기도 한다. 버섯을 잘 못먹는다.
어렸을 때 읽은 '니케의 모험담'에 등장하는 주인공 니케를 동경해 여행을 떠나는 마녀를 꿈꾼다. 그 후, 고향의 평화국 로베타에서 마술 시험에 합격하고, 로베타 근처의 숲에서 살고 있던 별무리의 마녀 프랑 아래에서 수업을 받은 후에 여행을 시작한다. '니케의 모험'의 작가에 대해서는 희미하게 눈치채고 있지만, 생각하지 않으려고 한다.
다른 여행자 상인 등으로부터의 평판을 듣고 방문할 나라를 결정하거나, 처음 본 열차에 '재미있는 것'이라는 이유로 타려고 하거나나, 호기심이 매우 강하지만, 그 때문에 경솔한 행동을 해 트러블에 휘말리는 경우가 많다. 누구에게나 존댓말을 사용하지만, 버릇이 나쁜 인물이나 비위에 거슬리는 발언을 한 인물에게는 폭언에 가까운 독설을 쏟아낸다. 성격은 결코 솔직하지 못하고, 다른 사람에 대한 응대는 약간 엉망인 면이 있으며, 금전에 대한 집착이 약간 강해 자신이 강담할 수 없는 상황에는 체념한 듯한 반응을 보이며, 서둘러 다음 나라로 향하는 등 건조한 대응을 하기도 한다. 또, 세세하게 보이고 스승 프랑 왈 어머니와 마찬가지로 대략파인 면이 있다. 그러나 한편으로 곤란해하는 사람이나 곤란에 맞서려고 하는 사람에게는 스스로가 상처받지 않는다고 생각되는 범위에서 협력하기도 하며, 한층 더 정이 든 상대는 목숨을 걸고 지키기도 한다. 이처럼 근본적인 성격은 매우 정에 약하기 때문에 평소에는 너무 관여하지 않도록 조심하고 있으며 '이별이 외로워진다', '추억하고 외로워진다'등의 이유로 배웅이나 선물을 거부하려고 하는 면이 있다.
《이 라이트 노벨이 대단해!》 여성 캐릭터 부문에서는 2019년도판에서 10위, 2020년도판에서는 6위를 획득했다.
사야(サヤ)
성우 - 쿠로사와 토모요
'마법사의 나라'에서 만난 마녀견습을 목표로 하는 소녀. 그 나라의 싸구려 여관에서 일하고 있었다. 1인칭은 '보쿠'. 짧게 다듬어진 윤기가 있는 검은 머리와 검은 로브를 착용하고 있다. 일레이나 마찬가지로 버섯을 싫어한다. 생일은 3월 8일.
동쪽의 나라의 태생이었지만, 마녀견습이 되기 위해 여동생 미나와 함께 '마법사의 나라'로 왔다. 그러나 자신보다 먼저 여동생만이 마술시험에 합격해 버려, 초조함과 외로움에 시달리던 차에 일레이나를 만난다. 여동생이 옆에 없는 외로움을 메우기 위해서, 일레이나로부터 마녀의 브로치를 훔쳐 숨기고, 브로치를 찾아내지 않는 한 나라로부터 떠날 수 없는 그녀의 사정을 이용해 겉으로는 브로치 찾기를 도와주며 함께 여관에서 살고 있었다. 그러나 브로치 분실로부터 5일째 밤, 일레이나에게 자신의 죄를 추궁받고 설교를 듣고 개심한다. 이후 일레이나가 여행을 떠날 때까지 특훈을 받고, 마술시험에 도전을 계속해 드디어 노력의 결과 마녀견습이 된다. 이별 때에 일레이나로부터 받은 커플 검은 삼각 모자를 소중히 여기고 있다.
제2권 이후는 마녀로 승격해 증거인 브로치를 착용해, 마법총괄협회 소속의 '숯의 마녀'라고 자칭하게 되었다. '숯의 마녀'의 명명은 '재의 마녀'와 비슷한 것을 스승의 실라에게 요구한 결과다. 마녀가 되고 나서는 나름대로 높은 실력을 발휘해, '정직한 자들의 나라'에서는 일레이나가 검을 접을 때까지 혼자서 병사를 상대하는 등을 해냈다.
프랑(フラン)
성우 - 하나자와 카나
일레이나에게 마법을 전수한 스승으로, 마녀명은 '별무리의 마녀'. 일레이나가 존경하는 마녀이며 여행 도중에 종종 화제에 오른다. 현재는 왕립 세레스테리어 학원에서 선생님을 하고 있다.
사실은 일레이나의 어머니 빅토리카의 1번 제자이며, 실라와는 자매 제자의 사이다. '니케의 모험담'에 등장하는 '마녀견습 프라'는 그녀가 모델이다.
실라(シーラ)
성우 - 히카사 요코
마법총괄협회의 민완 에이전트. 사야와 미나의 스승으로, 마녀명(두 명)은 '어두운 밤의 마녀'. 퉁명스럽고 남자다운 언동이 눈에 띈다. 첫 등장시부터 골초로, 처음에는 궐련형 담배, 현재는 연관을 사용한다. 사야에게서 일레이나에 대한 이야기를 듣고 있었기 때문에, 처음으로 일레이나를 만났을 때 사야와 갖추어진 펜던트와 회색의 머리카락을 보고 그 정체를 알아차린다.
실은 일레이나의 어머니 빅토리카의 2번 제자이며, 프랑과는 자매 제자의 사이다. '니케의 모험담'에 등장하는 '마녀견습 시렌'은 그녀가 모델이다.
암네시아(アムネシア)
성우 - 코하라 코노미
매일 기억을 잃어버리는 저주를 받고 있는 소녀. 일기에 쓰여 있던 자신의 고향인 신앙의 도시 에스트를 향해 혼자 여행을 하고 있었지만, 일레이나를 만나고 나서는 함께 여행을 하고 있었다. 망토를 입고 있지만 마법은 사용할 수 없고 대신 검술이 탁월하다.
아빌리아(アヴィリア)
성우 - 오카사키 미호(드라마 CD)
암네시아의 여동생. 신앙의 도시 에스트의 정통 기사단의 간부. 언니 암네시아와 달리 마법 솜씨가 우수하다. 암네시아를 둘러싼 소동이 해결된 후에 나라를 나와 언니와 함께 여행을 하고 있다.
빅토리카(ヴィクトリカ)
성우 - 이토 시즈카
일레이나의 어머니이자 프랑과 실라의 스승. 일레이나가 입고 있는 마녀의 옷은, 어머니로부터의 옷깃이다.
그 정체는, 일레이나가 어린 시절에 읽고 그녀가 마녀가 되어 여행을 하는 계기를 만든 '니케의 모험담'의 작가이며, 주인공인 '마녀 니케'의 본인. 덧붙여 '니케'는 펜네임과 같은 것이고, 본명이 아니다.
미나(ミナ)
성우 - 타카하시 미나미
사야의 여동생. 예쁜 검은 머리를 했고 사야 왈, '나이에 비해 요염한' 소녀. 언니보다 먼저 마녀 견습 시험에 합격하고, 혼자 먼저 고향으로 돌아와 실라의 제자가 된다.

## 작풍
이 작품은 마법이 존재하는 중세와 비슷한 세계를 무대로 하여 그 세계에서 여행하는 마녀 일레이나가 여러 장소와 사람을 방문하는 연작 단편집으로, 하나하나의 이야기는 길어야 중편 정도이다.
기본적으로는 1회 완결이지만 이야기와 이야기가 연결되는 경우가 있으며, 3권에서는 단편집이면서도 각 이야기에 복선을 넣어 어떻게 보면 장편처럼 읽히는 형식이다.
이야기는 기본적으로 일레이나 혹은 그 외의 인물의 1인칭으로 이야기되며, 3인칭 시점은 이용되지 않는다.

## 서지 정보
- 시라이시 죠우기(저)·아즈루(일러스트) 《마녀의 여행》 SB 크리에이티브 〈GA 노벨〉
  1. 2016년 4월 30일 초판 제1쇄 발행(4월 15일 발매[17]), ISBN 978-4-7973-8435-2
  2. 2016년 7월 31일 초판 제1쇄 발행(7월 15일 발매[18]), ISBN 978-4-7973-8816-9
  3. 2016년 12월 31일 초판 제1쇄 발행(12월 15일 발매[19]), ISBN 978-4-7973-8924-1
  4. 2017년 7월 31일 초판 제1쇄 발행(7월 15일 발매[20]), ISBN 978-4-7973-9286-9
  5. 2017년 11월 30일 초판 제1쇄 발행(11월 15일 발매[21]), ISBN 978-4-7973-9399-6
  6. 2018년 3월 31일 초판 제1쇄 발행(3월 15일 발매[22]), ISBN 978-4-7973-9565-5
  7. 2018년 7월 31일 초판 제1쇄 발행(7월 14일 발매[23]), ISBN 978-4-7973-9613-3
  8. 2018년 11월 30일 초판 제1쇄 발행(11월 15일 발매[24][25]), ISBN 978-4-7973-9715-4 / ISBN 978-4-7973-9612-6 (드라마 CD 첨부 한정판)
  9. 2019년 4월 30일 초판 제1쇄 발행(4월 15일 발매[26]), ISBN 978-4-8156-0099-0
  10. 2019년 8월 31일 초판 제1쇄 발행(8월 9일 발매[27][28]), ISBN 978-4-8156-0170-6 / ISBN 978-4-8156-0171-3 (드라마 CD 첨부 한정판)
  11. 2019년 11월 30일 초판 제1쇄 발행(11월 14일 발매[29]), ISBN 978-4-8156-0374-8
  12. 2020년 4월 30일 초판 제1쇄 발행(4월 14일 발매[30][31]), ISBN 978-4-8156-0377-9 / ISBN 978-4-8156-0376-2 (드라마 CD 첨부 한정판)
  13. 2020년 7월 31일 초판 제1쇄 발행(7월 14일 발매[32][33]), ISBN 978-4-8156-0486-8 / ISBN 978-4-8156-0485-1 (설정 자료 첨부 한정판)
  14. 2020년 10월 31일 초판 제1쇄 발행(10월 14일 발매[34][35]), ISBN 978-4-8156-0488-2 / ISBN 978-4-8156-0487-5(드라마 CD 첨부 한정 특장판)
  15. 2020년 12월 31일 초판 제1쇄 발행(12월 10일 발매[36]), ISBN 978-4-8156-0797-5
  16. 2021년 3월 31일 초판 제1쇄 발행(3월 12일 발매[37][38]), ISBN 978-4-8156-0829-3 / ISBN 978-4-8156-0828-6 (화집 포함 호화 특장판)
  17. 2021년 7월 31일 초판 제1쇄 발행(7월 14일 발매[39][40]), ISBN 978-4-8156-0831-6 / ISBN 978-4-8156-0830-9 (드라마 CD 첨부 특장판)
  18. 2022년 1월 31일 초판 제1쇄 발행(1월 14일 발매[41]), ISBN 978-4-8156-1027-2
  19. 2022년 9월 30일 초판 제1쇄 발행(9월 14일 발매[42][43]), ISBN 978-4-8156-1543-7 / ISBN 978-4-8156-1542-0 (드라마 CD 첨부 특장판)
  20. 2023년 3월 31일 초판 제1쇄 발행(3월 15일 발매[44]), ISBN 978-4-8156-1704-2
  21. 2023년 10월 31일 초판 제1쇄 발행(10월 14일 발매[45][46]), ISBN 978-4-8156-1972-5 / ISBN 978-4-8156-1971-8 (드라마 CD 첨부 특장판)

## TV 애니메이션
2020년 10월부터 12월까지 AT-X 등에서 방송되었다.

### 스태프
- 원작 - 시라이시 죠우기(白石定規)[12]
- 캐릭터 원안 - 아즈루(あずーる)[12]
- 감독 - 쿠보오카 토시유키(窪岡俊之)[12]
- 시리즈 구성·각본 - 후데야스 카즈유키(筆安一幸)[12]
- 캐릭터 디자인 - 오다 타케시(小田武士)[12]
- 컨셉 디자인 - 우치오 카즈마사(内尾和正)[12]
- 마법 이펙트 감수 - 타카이 슌스케(宝井俊介)[47]
- 색채 설계 - 타카기 마사토(高木雅人)[47]
- 미술 설정 - 타키구치 카츠히사(滝口勝久)[47]
- 미술 감독 - 고로쿠 히로시(合六 弘)[47]
- 프롭 디자인 - 미즈무라 요시오(水村良男)[47]
- 3D 디렉터 - 무카이 준페이(向 純平)[47]
- 촬영 감독 - 쿠와 요시토(桑 良人), 이타쿠라 아유미(板倉あゆみ)(제1~8, 10~화)[47], 하야시 코지(林幸司)(제9화)
- 특수 효과 - 이노이에 신(イノイエシン)[47]
- 편집 - 야나기 케이스케(柳 圭介)[47]
- 음향 감독 - 후지타 아키코(藤田亜紀子)[47]
- 음악 - AstroNotes[47]
- 음악 프로듀서 - 우수쿠라 류타로(臼倉竜太郎)
- 음악 제작 - 란티스[47]
- 프로듀서 - 키쿠지마 노리후미(菊島憲文), 아키타 노리유키(秋田規行), 하세가와 요시노리(長谷川嘉範), 요시에 테루시게(吉江輝成), 이소가이 노리토모(礒谷徳知), 오가타 미츠히로(尾形光広)
- 애니메이션 프로듀서 - 하야사카 카즈마사(早坂一将)
- 애니메이션 제작 - C2C[12]
- 제작 - 마녀의 여행 제작위원회(KADOKAWA, SB 크리에이티브, 무빅, 란티스, AT-X, 카도카와 미디어 하우스)[47]

### 주제가
리터러처(リテラチュア)
우에다 레이나가 부른 오프닝 테마. 작사·작곡은 RIRIKO, 편곡은 이토 켄.
잿빛의 사가(灰色のサーガ)
ChouCho가 부른 엔딩 테마. 작사·작곡은 ChouCho, 편곡은 무라야마☆준.

### 방영 목록
| 화수   | 제목                                                              | 그림 콘티                                                  | 연출                     | 작화 감독 | 총작화 감독                         | 방송일          |
| ------ | ----------------------------------------------------------------- | ---------------------------------------------------------- | ------------------------ | --- | ----------------------------------- | --------------- |
| 제1화  | 魔女見習いイレイナ 수습 마녀 일레이나                             | 쿠보오카 토시유키 (窪岡俊之)                               | 우와노 아유무 (宇和野歩) | 니시오 준노스케 (西尾淳之介)                                                                                   | 오다 타케시 (小田武士)              | 2020년 10월 2일 |
| 제2화  | 魔法使いの国 마법사의 나라                                        | 하카타 마사토시 (博多正寿)                                 | 키무라 히로시 (木村 寛)  | 아오키 마리코 (青木真理子)                                                                                     | 오다 타케시 (小田武士)              | 10월 9일        |
| 제3화  | 花のように可憐な彼女 꽃처럼 가련한 그녀 瓶詰めの幸せ 병 속의 행복 | 타카하시 준 (髙橋 順)                                      | 타카하시 준 (髙橋 順)    | 미시마 치에 (三島千枝)                                                                                         | 나가모리 요시히로 (長森佳容)        | 10월 16일       |
| 제4화  | 民なき国の王女 백성 없는 나라의 왕녀                              | 쿠보오카 토시유키                                          | 니시노 타케시 (西野武志) | 카도 토모아키 (門 智昭)                                                                                        | 오다 타케시                         | 10월 23일       |
| 제5화  | 王立セレステリア 왕립 세레스텔리아                                | 히라이케 요시마사                                          | 우와노 아유무            | 시마다 히데아키 (しまだひであき) 아오키 마리코 오오키 히로 (大木比呂)                                          | 야코 히로시 (矢向宏志)              | 10월 30일       |
| 제6화  | 正直者の国 솔직한 자의 나라                                       | 아이자와 카게츠 (相澤伽月)                                 | 사가 사토시 (嵯峨 敏)    | 테지마 노리코 (手島典子)                                                                                       | 오다 타케시 야코 히로시             | 11월 6일        |
| 제7화  | 旅人が刻む壁 여행자가 새기는 벽 ぶどう踏みの少女 포도 밟는 소녀   | 타카하시 준 히라이케 요시마사                              | 타카하시 준              | 모리모토 아키에 (森本明慧) 코지마 아키라 (小島 彰)                                                             | 요시다 코스케 (吉田巧介)            | 11월 13일       |
| 제8화  | 切り裂き魔 살인마                                                 | 이나가키 타카유키(稲垣隆行)                                | 우와노 아유무            | 아오키 마리코 요코야마 유키 (横山友紀) 요시다 코스케 쿠보 나츠미 (久保奈都美) 쿠와하라 료스케 (桑原良介)       | 오다 타케시                         | 11월 20일       |
| 제9화  | 遡る嘆き 거슬러 올라가는 한탄                                     | 이타이 히로키(板井寛樹)                                    | 이타이 히로키(板井寛樹)  | 코노 에미 (河野絵美) 미시마 치에                                                                               | 야코 히로시                         | 11월 27일       |
| 제10화 | 二人の師匠 두 사람의 스승님                                       | 쿠보오카 토시유키 이케시타 히로키 (池下博紀) 키무라 히로시 | 이케시타 히로키          | 와카야마 마사시 (若山政志) 사이토 아츠코 (齋藤温子)                                                            | 코노 에미 사이토 아츠코             | 12월 4일        |
| 제11화 | 二人の弟子 두 사람의 제자                                         | 니시노 타케시 아이자와 카게츠                              | 니시노 타케시            | 와카야마 마사시 아오키 마리코 시게마츠 신이치 (重松しんいち) 브로콜리 포터 (ブラガリ ポッター) 신영순 (申榮淳) | 코노 에미 사이토 아츠코 오다 타케시 | 12월 11일       |
| 제12화 | ありとあらゆるありふれた灰の魔女の物語 넘쳐나는 온갖 재의 마녀    | 아이자와 카게츠 쿠보오카 토시유키                          | 쿠보오카 토시유키        | 미시마 치에 아오키 마리코 시게마츠 신이치 브로콜리 포터 야마다 신야 (山田真也) 신영순                          | 오다 타케시 사이토 아츠코 코노 에미 | 12월 18일       |

### Web 라디오
일레이나 역의 혼도 카에데가 진행한 Web 라디오 《마녀의 라디오~전송하는 것은, 그렇습니다, 저 일레이나입니다.》가 온센에서 2020년 10월 1일부터 12월 24일까지 격주 목요일에 전송되었다.

### 내용주
1. ↑  일레이나가 이야기를 시작하는 이야기에서는, 반드시 '~인 미소녀는 대체 누구일까요? 바로 저입니다.'로 시작되는 것이 관례가 되었다.

### 참조주
1. ↑  このラノ2021 (2020), 62쪽.
2. ↑  “「魔女の旅々」リレーインタビュー 原作・白石定規「キャストさんのおかげでさらに魅力的に！アニメの放送も本当に楽しみです！」”. 《WebNewtype》. 2020年09月04日. 2021년 1월 24일에 원본 문서에서 보존된 문서. 2020년 9월 13일에 확인함.
3. ↑  このラノ2018 (2017), 60쪽.
4. ↑  このラノ2019 (2018), 66쪽.
5. ↑  このラノ2020 (2019), 60쪽.
6. ↑  このラノ2021 (2020), 56쪽.
7. ↑  “『魔女の旅々』のドラマCD化＆コミカライズが決定　長い旅を続ける魔女の新たな別れと出会うための物語”. 《라노벨 뉴스 온라인》. 2018년 3월 14일. 2018년 10월 15일에 확인함.
8. ↑  “「魔女の旅々」の世界観を引き継ぐ、白石定規×あずーるの新シリーズ!! – GA文庫ブログ”. SB 크리에이티브. 2017년 1월 20일. 2017년 5월 4일에 확인함.
9. ↑  ミウラー (2021년 7월 8일). “「魔女旅」スピンオフ再始動!!　GAノベル『祈りの国のリリエール』2022年1月発売。予約開始！”. 《GA 문고》. SB 크리에이티브. 2021년 7월 9일에 확인함.
10. ↑  GAComicOfficial의 트윗 (1471496554301526017)
11. 1 2 3 4 5  “『魔女の旅々』のドラマCDキャストが発表　イレイナ役を本渡楓さん、フラン役を花澤香菜さんなど”. 《ラノベニュースオンライン》. 2018년 7월 10일. 2018년 10월 14일에 확인함.
12. 1 2 3 4 5 6 7 8 9 10 11 12 13  “TVアニメ『魔女の旅々』2020年10月放送決定！　追加声優に日笠陽子さん、EDテーマはChouChoさんが担当”. 《애니메이트 타임즈》. 2020년 7월 3일. 2020년 7월 3일에 확인함.
13. ↑  このラノ2019 (2018), 92쪽.
14. ↑  このラノ2020 (2019), 88쪽.
15. ↑  ミウラー（GA文庫）の2022年3月6日のツイート
16. ↑  majotabi_PR의 트윗 (1339957593947586560)
17. ↑  “魔女の旅々”. SBクリエイティブ. 2020년 4월 14일에 확인함.
18. ↑  “魔女の旅々2”. SBクリエイティブ. 2020년 4월 14일에 확인함.
19. ↑  “魔女の旅々3”. SBクリエイティブ. 2020년 4월 14일에 확인함.
20. ↑  “魔女の旅々4”. SBクリエイティブ. 2020년 4월 14일에 확인함.
21. ↑  “魔女の旅々5”. SBクリエイティブ. 2020년 4월 14일에 확인함.
22. ↑  “魔女の旅々6”. SBクリエイティブ. 2020년 4월 14일에 확인함.
23. ↑  “魔女の旅々7”. SBクリエイティブ. 2020년 4월 14일에 확인함.
24. ↑  “魔女の旅々8”. SBクリエイティブ. 2020년 4월 14일에 확인함.
25. ↑  “魔女の旅々8 ドラマCD付き限定特装版”. SBクリエイティブ. 2020년 4월 14일에 확인함.
26. ↑  “魔女の旅々9”. SBクリエイティブ. 2020년 4월 14일에 확인함.
27. ↑  “魔女の旅々10”. SBクリエイティブ. 2020년 4월 14일에 확인함.
28. ↑  “魔女の旅々10 ドラマCD付き限定特装版”. SBクリエイティブ. 2020년 4월 14일에 확인함.
29. ↑  “魔女の旅々11”. SBクリエイティブ. 2020년 4월 14일에 확인함.
30. ↑  “魔女の旅々12”. SBクリエイティブ. 2020년 4월 14일에 확인함.
31. ↑  “魔女の旅々12 ドラマCD付き限定特装版”. SBクリエイティブ. 2020년 4월 14일에 확인함.
32. ↑  “魔女の旅々13”. SBクリエイティブ. 2020년 7월 14일에 확인함.
33. ↑  “魔女の旅々13 設定資料集付き特装版”. SBクリエイティブ. 2020년 7월 14일에 확인함.
34. ↑  “魔女の旅々14”. SBクリエイティブ. 2020년 10월 14일에 확인함.
35. ↑  “魔女の旅々14 ドラマCD付き限定特装版”. SBクリエイティブ. 2020년 10월 14일에 확인함.
36. ↑  “魔女の旅々15”. SBクリエイティブ. 2020년 12월 10일에 확인함.
37. ↑  “魔女の旅々16”. SBクリエイティブ. 2021년 3월 12일에 확인함.
38. ↑  “魔女の旅々16 画集付き豪華特装版”. SBクリエイティブ. 2021년 3월 12일에 확인함.
39. ↑  “魔女の旅々17”. SBクリエイティブ. 2021년 7월 14일에 확인함.
40. ↑  “魔女の旅々17 ドラマCD付き特装版”. SBクリエイティブ. 2021년 7월 14일에 확인함.
41. ↑  “魔女の旅々18”. SBクリエイティブ. 2022년 1월 14일에 확인함.
42. ↑  “魔女の旅々19”. SBクリエイティブ. 2022년 9월 14일에 확인함.
43. ↑  “魔女の旅々19 ドラマCD付き特装版”. SBクリエイティブ. 2022년 9월 14일에 확인함.
44. ↑  “魔女の旅々20”. SBクリエイティブ. 2023년 3월 15일에 확인함.
45. ↑  “魔女の旅々20”. SBクリエイティブ. 2023년 10월 14일에 확인함.
46. ↑  “魔女の旅々21 ドラマCD付き特装版”. SBクリエイティブ. 2021년 7월 14일에 확인함.
47. 1 2 3 4 5 6 7 8 9 10 11 12 13 14  “秋アニメ『魔女の旅々』10月2月より放送・配信スタート！　PV3弾公開で、声優・上田麗奈さんが歌うOPテーマ解禁”. 《애니메이트 타임즈》. 2020년 9월 4일. 2020년 9월 4일에 확인함.
48. ↑  “Discography”. 《上田麗奈｜Lantis web site》. 2020년 7월 23일에 확인함.
49. ↑  “魔女のラジ々〜配信するのは、そう、私イレイナです！〜”. 《온센》. Tablier Communications. 2020년 9월 12일에 원본 문서에서 보존된 문서. 2020년 9월 12일에 확인함.